# Cambly
Camblyは、2012年にGoogle出身のエンジニア、ケヴィン・ロウとサミール・シャリフによって開発されたオンライン英会話サービス。
2020年現在、約１万人のネイティブ英語話者が講師として登録している。
2014年にはY Combinatorが出資した。

## 機能
- レッスン予約または利用時にオンラインの講師の中から指名し、レッスン時間を指定してレッスンをうける。
- レッスンのキャンセルは予定時間の6時間前までに行う。
- 講師の時給は1000程度。[1]
- レッスンは自動で録画される。